# Arnoldus Geesteranus
Arnoldus Geesteranus (Gorinchem, november 1593 – Den Haag, 28 juni 1658) was een Nederlandse remonstrantse predikant.

## Levensloop
Geesteranus werd gedoopt te Gorinchem op 8 november 1593 als zoon van Jodocus Hendrikszn Geesteranus en Grietje Cornelisdr. uit Haarlem. De familie Geesteranus komt oorspronkelijk uit Geesteren bij Borculo. Vader Jodocus was predikant te Gorinchem en na de Dordtse Synode (1619) aanhanger van de contraremonstranten.
Geesteranus studeerde theologie aan het Staten College te Leiden en werd in 1617 beroepen in Schelluinen. Hij was de zaak der remonstranten toegedaan, maar hield dat – vooral ten behoeve van zijn vader – verborgen. Toen hem (tezamen met zijn oudere broer Cornelis) de formulieren van de Dordtse Synode werden voorgelegd, weigerde hij evenals zijn broer te tekenen.
Op grond van de besluiten van de Dordtse Synode werden de remonstrantse predikers uit hun ambt gezet. Legeraanvoerder prins Maurits van Oranje koos partij voor de Nederlandse Hervormde Staatskerk, verving de remonstranten in de provinciale en stadsbesturen door contraremonstranten, liet Johan van Oldenbarnevelt, Hugo de Groot e.a. arresteren op beschuldiging van kerkelijke en politieke samenzwering en vaardigde een plakkaat uit, dat de remonstrantse predikers in den lande vogelvrij verklaarde. Het plakkaat beloonde verraad en beboette hulp. De beloning ging naar de schouten en hun rakkers. In totaal werden tussen 1619 en 1626 elf predikers, waaronder Geesteranus, opgepakt. Geesteranus, die zich bij de remonstrantse predikanten had aangesloten en een zwervend bestaan leidde, werd in 1624 in Amsterdam opgepakt en in slot Loevestein gevangengezet. Na het overlijden van prins Maurits (1625) werd prins Frederik Hendrik van Oranje stadhouder. Hij was toleranter ten aanzien van de godsdiensttwisten en geen voorstander van de fundamentalisten. Vanaf 1627 werden de remonstrantse godsdienstoefeningen in den lande gedoogd. De predikanten in ballingschap mochten terugkeren, maar ondanks herhaaldelijke verzoeken van de gevangen predikanten in Loevestein kon de Staten Generaal maar niet tot een gratie besluiten.
Gebruikmakend van het verlichte regime trouwde Geesteranus op 22 december 1627 in slot Loevestein met zijn verloofde Susanna van Oostdijk, dochter van de Brielse burgemeester Pieter van Oostdijk. In aanwezigheid van de commandant van Loevestein en de andere gevangen predikanten. Omdat de Staten Generaal niet tot invrijheidstelling kon besluiten en vele gedeputeerden daar voor waren, werden er plannen gesmeed om Loevestein te ontvluchten. In de zomer van 1631 werd dit tot uitvoer gebracht terwijl de bewaking een andere kant uitkeek.
Geesteranus vestigde zich met zijn gezin in Den Haag en werd daar predikant van de remonstrantse gemeente, wat hij bleef tot aan zijn dood op 28 juni 1658.
- Biografisch Portaal: 20018372
- Gemeinsame Normdatei: 1024857654
- International Standard Name Identifier: 0000 0003 8031 727X
- Nederlandse Thesaurus van Auteursnamen: 070044295
- Virtual International Authority File: 258908540
- WorldCat: E39PBJcKJd3CfGH9db83QgFdwC